# Королевская аудиенсия Лимы
Королевская аудиенсия и канцелярия Лимы (исп. Audiencia y Cancillería Real de Lima) — суд апелляционной инстанции и административная структура в вице-королевстве Перу.
Аудиенсия была учреждена в 1542 году одновременно с вице-королевством Перу, и изначально её юрисдикция распространялась на всю территорию вице-королевства. Однако вскоре стало ясно, что огромные расстояния Южной Америки делают невозможным эффективное функционирование судебной системы, базирующейся на столице вице-королевства, и поэтому в 1559 году была выделена Королевская аудиенсия Чаркаса (с юрисдикцией над территорией современной Боливии), а в 1563 году — Королевская аудиенсия Кито (с юрисдикцией над территориями современных Эквадора, южной Колумбии и северного Перу). Аудиенсия функционировала до конца существования вице-королевства.